# Euchirella unispina
Euchirella unispina är en kräftdjursart som beskrevs av Mungo Park 1968. Euchirella unispina ingår i släktet Euchirella och familjen Aetideidae. Inga underarter finns listade i Catalogue of Life.